# 台灣動物緊急救援小組
台灣動物緊急救援小組（英語：Animal Rescue Team TAIWAN，縮寫：ARTT）是一個位於中華民國的動物保護組織，於1995年由倪兆成創立，最初的會址設於高雄。該組織目前已併入「社團法人台灣動物緊急救援推廣協會」，在全台的志工約有上百人。
據其官網說法，該組織二十多年來共拯救超過五千隻傷病流浪貓狗，平均一年救250至300隻貓狗。

## 緣起
倪兆成為退休高中數學老師。1995年，其鄰居將飼養的1隻混種狗「派蒂」趕出家門任其露宿街頭，倪兆成不捨，獨自騎機車在自家附近搜尋，花兩週時間找到「派蒂」並將牠收養，從此開始關注並救援住家附近的流浪貓狗。有鑑於當時台灣並無類似歐美專為動物成立的救援組織，乃創立「台灣動物緊急救援小組」，開始進行傷病貓狗的救援任務，當時為全台灣第一個仿效歐美專為傷病受虐動物提供緊急救援與醫療的民間組織。組織開始之初，只有少數幾名志工自發性參與流浪貓狗救援；因設備不足，救援任務常常受阻，因此，該組織便開始向國外進口專業的動物救援器材，例如氧氣面罩、狗用擔架等。

## 延革
2004年6月，高雄兩隻流浪狗掉落愛河支流，不會游泳的倪兆成直接跳下水把狗兒救起，並施以口對口人工呼吸，全程被媒體拍下，照片並刊上《聯合報》頭版，台灣動物緊急救援小組因此受到台灣民眾關注。
逐漸地，因為理念與行動受到大眾肯定，使越來越多的支持者陸續加入捐助行列，投入動物救援任務；沒想到，台灣動物緊急救援小組隨著組織的擴大，卻遭到高雄當地某動保團體的指控與批評，多次檢舉非法募款，讓志工團隊不堪其擾，乃在2007年向內政部申請立案，正式成為全國性公益非營利組織「社團法人台灣動物緊急救援推廣協會」，也是全台灣第一個經政府同意，准許對外合法勸募的動物救援組織。
近十年來，該組織設立「台灣貓狗聯合勸募平台」，定期捐贈飼料給全台各地的多個弱勢狗園貓園；目前每月平均捐出逾新台幣300萬元的飼料。截至2017年總共捐出價值一億元的飼料，共有超過120個弱勢私人流浪貓狗收容中心接受其飼料捐助。
除了救援、醫療、節育、認養等面向之外，台灣動物緊急救援小組長期以來持續與各大電子與平面媒體合作，致力於生命教育；近年來更是走進校園與軍隊中，舉辦各類尊重動物權利等議題的講座；並利用網路社群等平台宣導愛護貓狗的觀念，其官方網站更因此獲得行政院研考會年度優質網站首獎。
2010年，知名愛狗人士賈鴻秋意外身亡後，台灣動物緊急救援小組主動發起「搶救賈鴻秋斷糧狗大作戰」；2011年，另名愛狗人士洪秀惠意外身亡後，台灣動物緊急救援小組的義工也主動發起搶救洪秀惠遺下的上百隻狗。

## 獲獎紀錄
2010年：獲行政院研考會優質網站首獎

## 相關爭議
台灣動物緊急救援小組曾遭其他動保團體（官網稱是「高雄某動保團體」）質疑小組未立案卻募款「斂財」，更遭檢舉非法持有麻醉槍，使刑事局介入鑑定，最後判定其救援工具均屬合法。就因種種原因，台灣動物緊急救援小組乃於2007年向內政部立案設立「社團法人台灣動物緊急救援推廣協會」，成為第一個合法申請公益勸募的動保團體。

## 外部連結
- 官方網站 （页面存档备份，存于）
- 台灣貓狗聯合勸募平台 （页面存档备份，存于）
- 台灣動物緊急救援小組的Facebook專頁
- YouTube上的台灣動物緊急救援小組頻道
- 公視【誰來晚餐】精華版 - 台灣動物緊急救援小組的幕後故事